# فيرن بريتون
فيرن بريتون (بالإنجليزية: Fern Britton)‏ هي صحفية ومقدمة تلفزيونية بريطانية، ولدت في 17 يوليو 1957 في إيلنغ في المملكة المتحدة.

## وصلات خارجية
- فيرن بريتون على موقع IMDb (الإنجليزية)
- فيرن بريتون على موقع ميوزك برينز (الإنجليزية)
- فيرن بريتون على موقع قاعدة بيانات الفيلم (الإنجليزية)